# Огор (остров)
Огор (дат. Aagaard) — остров архипелага Земля Франца-Иосифа. Административно относится к Приморскому району Архангельской области России.
Расположен в южной части архипелага в 5,5 километрах от южного побережья острова Мак-Клинтока.
Остров имеет неровную квадратную форму со сторонами длиной около 1 километра. В его юго-восточной части — небольшая скала высотой 21 метр, по остальной территории — каменистые россыпи.
Назван в честь Бьярне Огора (норв. Bjarne Aagaard), норвежского полярного исследователя.